# تاركا وساي
  تاركا وساي (بالإنجليزية: TARGA WASSAY)‏ هي جماعة قروية تابعة لإقليم كلميم ضمن جهة كلميم السمارة بالمغرب.  بلغ مجموع عدد سكان   تاركا وساي حسب إحصاءات 2004 حوالي  1138 نسمة من بينهم 3 أجانب يعيشون في  188 أسرة.

## إحصاء عام
| السنة | عدد السكان | عدد الأسر | عدد الأجانب |
| ----- | ---------- | --------- | ----------- |
| 1994  | 1406       | 198       | °°°°        |
| 2004  | 1138       | 188       | 3           |